# Janno den Engelsman
Janno den Engelsman (Bergen op Zoom, 28 mei 1972) is een Nederlands organist en beiaardier.

## Biografie
Janno den Engelsman werd geboren in Bergen op Zoom. Hij volgde orgellessen bij Flip Veldmans aan de Gemeentelijke Muziek- en Balletschool in zijn geboorteplaats en koordirectielessen bij Hans Smout. Na de Havo voor Muziek en Dans in Rotterdam, waar hij orgellessen kreeg van Jet Dubbeldam, studeerde hij orgel, klavecimbel en kerkmuziek aan de Faculteit Muziek (Utrechts Conservatorium) van de Hogeschool voor de Kunsten in Utrecht. In Bologna (Italië) nam hij privélessen bij Liuwe Tamminga. In 2007 sloot hij zijn studie aan de Nederlandse Beiaardschool in Amersfoort af met het behalen van zijn Masterdiploma. Bij de Vlaamse beiaardier Geert D'hollander volgde hij aanvullend nog beiaardlessen.
Janno behaalde prijzen bij orgelconcoursen in Leiden en Nijmegen. In 2006 ontving hij de Sakko Cultuurprijs voor Kunsten en Letteren.

## Loopbaan

### Organist
Janno den Engelsman is organist-titularis van de Sint-Gertrudiskerk in Bergen op Zoom en daarmee bespeler van het Ibachorgel. Daarnaast is hij stadsbeiaardier van Zierikzee, Middelburg en Bergen op Zoom. Hij concerteert in zowel het binnen- als in het buitenland en verzorgt lezingen over beiaardcultuur. Hij gaf diverse malen beiaardrecitals in de Verenigde Staten. 
Hiernaast is hij werkzaam als docent aan het Centrum voor de Kunsten in Bergen op Zoom en heeft hij een privé orgel- en beiaardlespraktijk. Sinds 2013 dirigeert hij kamerkoor Sasso Montanari. Janno is artistiek adviseur van de Stichting Zierikzeese Carillons en van de Gertrudis Cultuur Stichting in Bergen op Zoom. Bij deze stichting is hij initiator en organisator van het jaarlijkse 'Ibach-festival' in de Gertrudiskerk in Bergen op Zoom
Tussen 2004 en 2008 was hij bestuurslid van de Nederlandse Sint Gregorius Vereniging in het Aartsbisdom Utrecht, van 2009 en 2014 was hij bestuurslid van de Nederlandse Klokkenspel Vereniging.

## Discografie
- Orgel Grote of Sint Gertrudiskerk Bergen op Zoom
- Metamorfose
- Eén verloren, één gewonnen, twee protestantse orgels in Bergen op Zoom